# Gisela Carrión Bertran
Gisela Carrión Bertran   (Sant Pere de Ribes, 7 de gener de 1994) és un corredora de curses de muntanya catalana. És llicenciada en Ciència i Tecnologia dels Aliments per la Universitat de Barcelona.
S'inicià en el bàsquet als sis anys en el club del seu poble, el Bàsquet Ribes, on jugà d'aler fins als vint-i-un anys. Aleshores va passar a córrer, primer de manera autodidacta, i després ja tutelada per un entrenador. Ràpidament va obtenir bons resultats. Primer es va especialitzar en les curses del Kilòmetre Vertical i el 2018 guanyà la Copa d'Espanya de l'especialitat. Aquell mateix any debutà internacionalment a la Dolomitas Skyrace on finalitzà en onzena posició final. El 2019 aconseguí nombrosos èxits, com ara el Campionat d'Espanya i de Catalunya del Kilòmetre Vertical, la Copa d'Espanya del Kilòmetre Vertical o una cinquena posició final al Campionat del Món de trail. El 2020 es proclamà campiona d'Espanya de trail a La Palma.